# 1200 pr. n. št.
1200 pr. n. št. je bilo leto predjulijanskega rimskega koledarja.
Oznaka 1200 pr. Kr. oz. 1200 AC (Ante Christum, »pred Kristusom«), zdaj posodobljena v 1200 pr. n. št., se uporablja od srednjega veka, ko se je uveljavilo številčenje po sistemu Anno Domini.

## Smrti
- Fu Hao, kitajska kraljica-žena, svečenica in generalica (* ni znano)